# Evelyn Stevens
Evelyn Stevens, née le 9 mai 1983 à Claremont en Californie, est une coureuse cycliste américaine, professionnelle entre 2010 et 2016. Elle a remporté le championnat des États-Unis du contre-la-montre en 2010 et 2011 et la médaille d'argent du championnat du monde du contre-la-montre 2012. Elle est détentrice du record du monde de l'heure entre le 27 février 2016 et 13 septembre 2018, avec 47,980 km parcourus.

## Biographie

### Jeunesse et découverte du cyclisme
Evelyn Stevens naît à Claremont, en Californie, et grandit à Acton, dans le Massachusetts. À la sortie de la Acton-Boxborough Regional High School (en), elle étudie ensuite au Dartmouth College dans le New Hampshire, où elle membre de l'équipe de tennis de l'établissement. Diplômée en 2005, elle s'installe à New York, où elle travaille pour Lehman Brothers pendant deux ans. Elle ne pratique plus le tennis, son emploi du temps lui permettant à peine de faire un peu de jogging.
En 2007, sa sœur et son beau-frère, auxquels elle rend visite en Californie du Nord pour Thanksgiving, la persuadent de participer à un cyclo-cross. Amusée par cette expérience, elle achète quelques mois plus tard un vélo et impressionne des amis cyclistes lors d'une ascension dans le New Jersey, sans entraînement spécifique. Elle dispute une première course fin mai à Central Park, et obtient sa première victoire le mois suivant à Union Vale. En septembre, elle gagne la Green Mountain Stage Race, dans le Vermont, où elle bat certaines des meilleures amateures américaines.

### Révélation au haut niveau (2009)

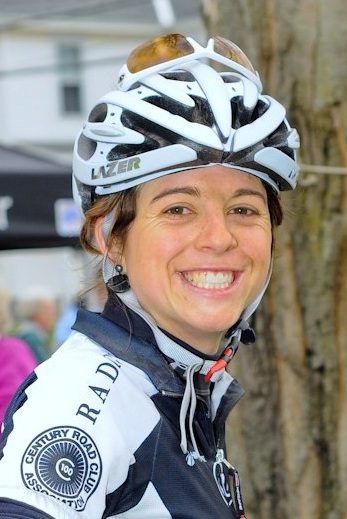
Evelyn Stevens en 2009

Durant l'hiver, Evelyn Stevens travaille avec un entraîneur, Matt Koschara. Elle gagne en début d'année une étape de la Valley of the Sun Stage Race, puis le Tour of the Battenkill en avril. En juin, elle quitte la société Gleacher Mezzanine, pour laquelle elle travaille, afin de se consacrer au cyclisme. Le mois suivant, elle remporte deux importantes courses par étapes du calendrier national (NRC) : la Fitchburg Longsjo Classic, avec l'équipe Lip Smacker et où elle bat entre autres Jeannie Longo, et la Cascade Classic, à laquelle elle participe avec l'équipe Webcor. Aux championnats des États-Unis à la fin du mois de juillet, elle se classe deuxième du contre-la-montre et septième de la course en ligne. En août, elle se rend en Europe. Elle y dispute la Route de France, dont elle gagne une étape et prend la deuxième place du classement général. Elle est ensuite douzième du Tour de l'Ardèche et onzième du Tour de Toscane. Elle est sélectionnée en équipe nationale pour les championnats du monde, où elle prend la quinzième place de la course en ligne.

### Carrière professionnelle

#### Championne des États-Unis du contre-la-montre (2010)
En 2010, Evelyn Stevens est recrutée HTC-Columbia, une des meilleures équipes professionnelles, au sein de laquelle elle espère continuer à apprendre. Durant cette saison, elle gagne des étapes de la Redlands Bicycle Classic, du Nature Valley Grand Prix, du Tour d'Italie. Elle est cinquième de deux courses de la coupe du monde, la Flèche wallonne et le Grand Prix de Plouay. En juin, elle remporte le Chrono Gatineau, une course contre-la-montre, et devient championne des États-Unis du contre-la-montre. Aux championnats du monde en septembre, elle prend la sixième place du contre-la-montre et la 21e de la course en ligne.

#### Championne des États-Unis du contre-la-montre, deuxième à Plouay (2011)
En 2011,elle est deuxième du prologue de la Redlands Bicycle Classic, puis termine la course à la troisième place du classement général,. Elle conserve son titre de championne des États-Unis du contre-la-montre, en devançant de deux dixièmes de secondes l'ancienne championne du monde Amber Neben, et la championne olympique Kristin Armstrong. Elle remporte une étape du Tour de l'Ardèche et la médaille d'argent du contre-la-montre des championnats panaméricains. Au Grand Prix de Plouay, elle attaque dans le deuxième tour avec Sharon Laws. Elles sont plus tard rejointes par d'autres coureuses, le groupe de tête culminant à onze coureuses. Emma Pooley part seule durant de nombreux kilomètres mais se fait reprendre à cinq kilomètres de l'arrivée. Evelyn Stevens contre immédiatement, mais elle est suivie par Annemiek van Vleuten. Dans le dernier kilomètre, la Néerlandaise dépasse l'Américaine qui est donc deuxième. Elle participe à nouveau aux championnats du monde en septembre, où elle est quinzième du contre-la-montre et 72e de la course en ligne.

#### Numéro quatre mondial (2012)
À l'issue de l'année 2011, la structure High Road Sport qui portait les équipes féminine et masculine HTC-High Road disparait, faute de sponsor. L'équipe féminine réapparait cependant en 2012, sous le nom de Specialized-lululemon, sous la direction de Kristy Scrymgeour, jusqu'alors directrice du marketing et de la communication de HTC-High Road. Evelyn Stevens reste membre de cette équipe, comme la plupart de ses coéquipières. Au Tour de Nouvelle-Zélande, sous le maillot de la sélection nationale américaine, elle termine deuxième du contre-la-montre de la première étape derrière Kristin Armstrong. Sur la quatrième étape, elle profite du marquage entre Armstrong et Judith Arndt pour s'échapper. Elle termine troisième de l'étape et remporte le classement général pour une seconde devant Shara Gillow,. En avril, elle est la première Américaine à remporter la Flèche wallonne. Durant les semaines qui suivent, elle gagne deux courses par étapes : Gracia Orlova et l'Exergy Tour. Elle se classe deuxième du championnat des États-Unis du contre-la-montre, battue d'une seconde par sa coéquipière Amber Neben. Au Tour d'Italie, elle remporte une étape et porte pendant une journée le maillot rose de leader du classement général. Elle termine troisième du classement général. Elle participe ensuite aux Jeux olympiques de Londres. Elle ne dispute pas le contre-la-montre, pour lequel Amber Neben et Kristin Armstrong lui sont préférées. Lors de la course en ligne, elle aide Shelley Olds à être en mesure de disputer une médaille, avant d'en être écartée par une crevaison. Olds termine septième, Stevens 24e.
En août, elle remporte la Route de France, puis dispute les trois dernières manches de la Coupe du monde. Lors de l'Open de Suède Vårgårda, elle gagne le contre-la-montre par équipes avec ses coéquipières et se classe neuvième de la course en ligne. Elle est ensuite cinquième du Grand Prix de Plouay et termine troisième du classement de la Coupe du monde. Après avoir pris la deuxième place du BrainWash Ladies Tour, derrière Marianne Vos, elle prend part aux championnats du monde sur route, dans le Limbourg néerlandais. Avec Specialized-lululemon, elle y remporte le nouveau championnat du contre-la-montre par équipes de marques. Elle est ensuite médaillée d'argent du contre-la-montre individuel, battue de 34 secondes par Judith Arndt. Elle est enfin seizième de la course en ligne. À l'issue de l'année, elle est à la quatrième place du classement UCI.

#### Régularité, mais objectifs ratés (2013)

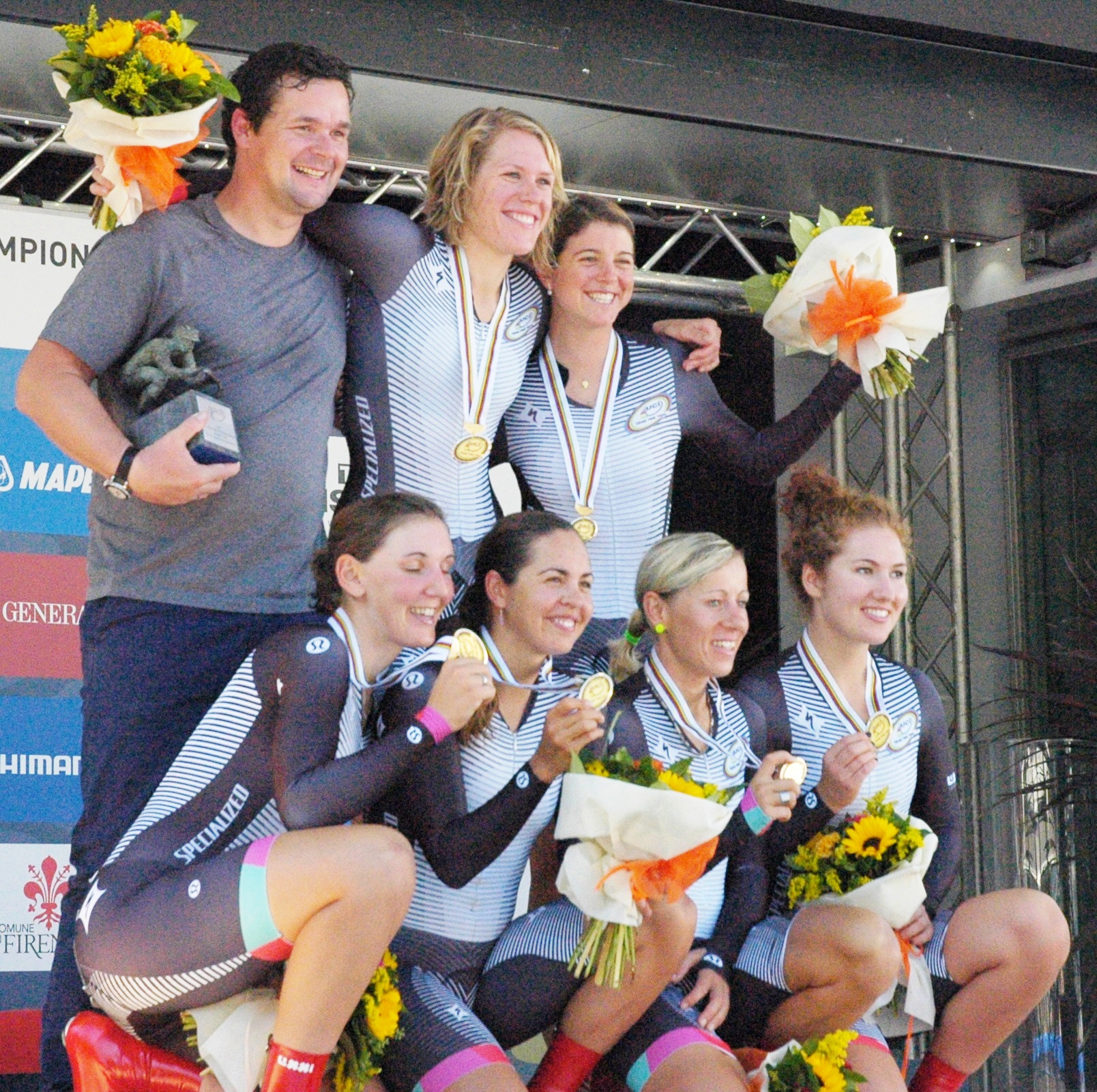
Championnats du monde de contre-la-montre par équipe de marque 2013

La saison 2013 commence mal pour Evelyn Stevens. En effet, elle ne défend pas son titre sur la Flèche wallonne à cause d'une lourde chute lors de la Classica Citta di Padova. Elle souffre de dents cassées et de nombreuses plaies. Elle gagne cependant en avril une étape de la Gracia Orlova. En juin, elle confirme son retour en forme. Elle s'impose dans la Philadelphia Cycling Classic, puis dans une étape du Tour du Trentin international féminin pour finalement en remporter le général. 
Evelyn Stevens arrive donc avec de grandes ambitions sur le Tour d'Italie dont elle a fait un objectif de sa saison. Elle prend la deuxième place lors de la quatrième étape, mais termine dixième de la cinquième étape à 3:55 de la vainqueur Mara Abbott, le lendemain elle prend la cinquième place à 1:32 du même maillot rose. Le dernier jour, Stevens est deuxième du contre-la-montre et termine à la cinquième place du classement général,.
En juillet, elle participe à la Route de France sous les couleurs de la sélection nationale américaine. Elle termine cinquième du prologue. Sur la dernière étape, Stevens produit une attaque dans une ascension difficile, puis est reprise par le second groupe, les écarts du prologue cela lui permettent de monter sur la troisième marche du podium,. Sur l'Open de Suède Vårgårda TTT, Stevens fait partie de l'équipe victorieuse. Lors de la course en ligne, elle fait la course à l'avant et termine dans le groupe des six coureuses en tête. Elle joue son va-tout dans les derniers kilomètres mais est reprise. Finalement elle finit sixième. La saison se conclut sur les championnats du monde. L'équipe conserve son titre en  contre-la-montre par équipe. Sur l'épreuve chronométrée individuelle, Evelyn Stevens est quatrième. Sur l'épreuve en ligne difficile, elle prend la cinquième place,,. Au moment du bilan de la saison, elle est dixième de la coupe du monde et septième du classement UCI.

#### Tour de Thuringe et Boels Ladies Tour (2014)

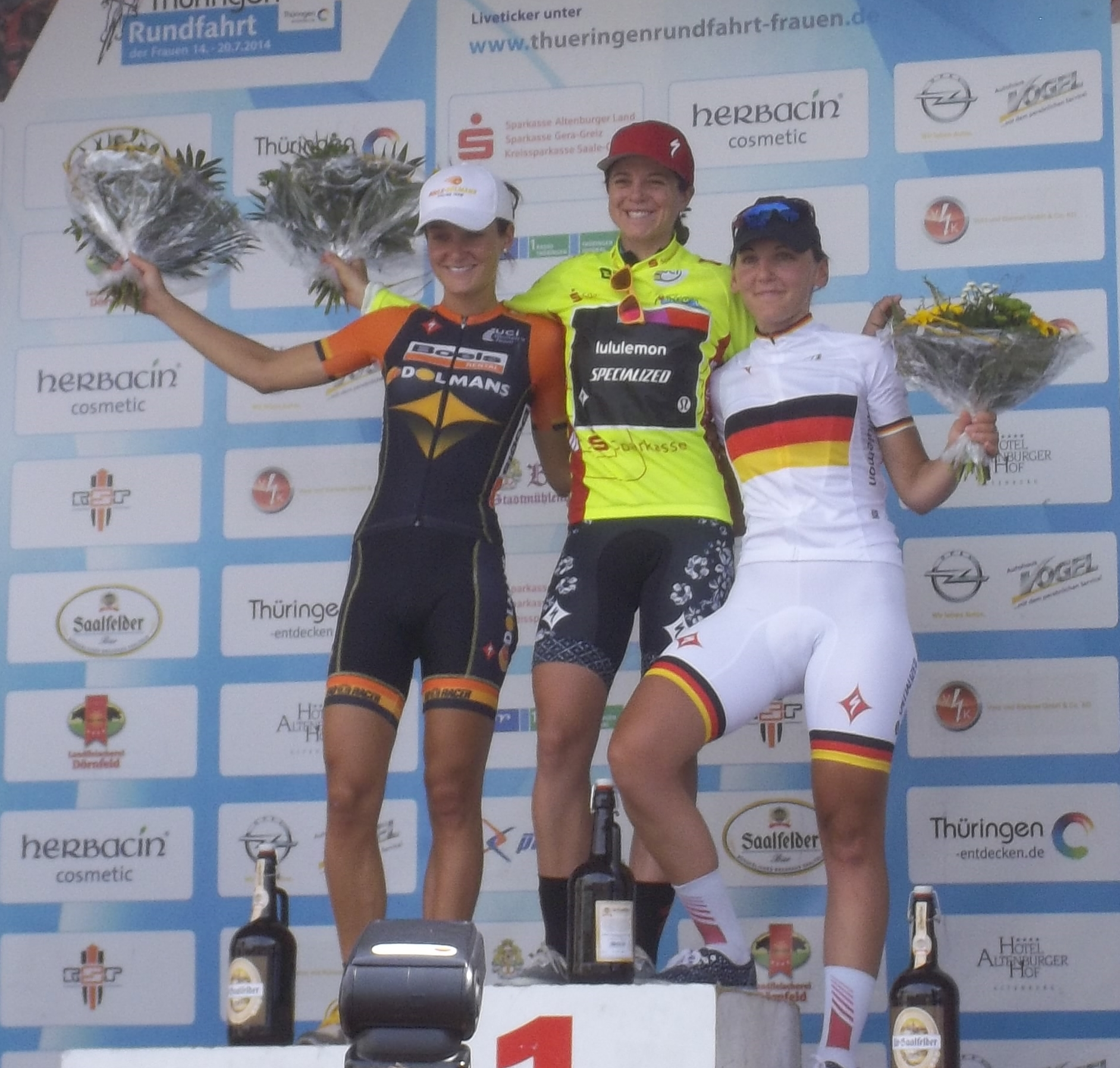
Podium final du Tour de Thuringe 2014

Evelyn Stevens reste dans l'équipe Specialized-Lululemon en 2014 et garde les mêmes objectifs que l'année précédente à savoir la Flèche wallonne et le Tour d'Italie.
Début avril, elle est dixième du Tour des Flandres. À la Flèche wallonne qui se joue de manière classique dans le mur de Huy, elle prend la quatrième place. Le 8 mai, Evelyn Stevens s'impose dans l'épreuve contre-la-montre des jeux panaméricains qui se déroulent à Puebla.  À la fin du mois, elle termine troisième des Championnats des États-Unis contre-la-montre. Sur l'épreuve en ligne, Alison Powers suivie par Janel Holcomb et Evelyn Stevens partent en échappée avant de se faire reprendre. Finalement, elle termine troisième. La semaine suivante, elle s'impose sur la Philadelphia Cycling Classic en produisant une accélération dans la dernière ascension.
Evelyn Stevens participe en juillet au Tour d'Italie. Elle perd cependant deux minutes au classement général dès la première étape face à une équipe Rabo Liv dominatrice. Au classement général final, elle est quinzième. Le lendemain commence le Tour de Thuringe. Sur la première étape, Lisa Brennauer suit Lizzie Armitstead dans la dernière ascension, puis est rejointe par Evelyn Stevens. Au sprint, Lisa Brennauer finit deuxième devant Evelyn Stevens troisième. Evelyn Stevens en est deuxième du contre-la-montre de la troisième étape. L'étape reine du Tour de Thuringe est la quatrième. Evelyn Stevens y bat au sprint Lizzie Armitstead. Les deux coureuses ont plus de deux minutes sur leurs poursuivantes et notamment Lisa Brennauer. Evelyn Stevens succède à cette dernière à la tête du classement général. L'équipe adopte une stratégie défensive sur les deux dernières étapes et parvient à contenir les ambitions de Lizzie Armitstead. Evelyn Stevens remporte donc le Tour.
Début septembre, l'équipe participe au Boels Ladies Tour. Dans le contre-la-montre inaugural, long de dix kilomètres, Evelyn Stevens est sixième. Sur la quatrième étape, une échappée de douze coureuses se disputent la victoire. Evelyn Stevens termine douzième mais prend la tête du classement général. Elle est quatrième de la dernière étape plus vallonnée et remporte donc la compétition,.
Aux contre-la-montre par équipes féminin aux championnats du monde, l'équipe qui a essuyé une chute à l'entraînement le samedi impliquant notamment Evelyn Stevens, remporte pour la troisième fois d'affilée l'épreuve avec plus d'une minute d'avance sur l'équipe Orica-AIS. Sur l'épreuve individuelle, elle prend la médaille de bronze en gagnant notamment du temps dans la côte de fin de parcours.

#### Équipière de luxe (2015)
Evelyn Stevens s'engage en 2015 avec l'équipe Boels Dolmans.
Sur la Flèche wallonne, elle fait partie des meilleures dans la côte de Cherave et attaque le mur de Huy dans le groupe de tête. Elle termine sixième.
Elle remporte le contre-la-montre du Tour de Californie en devançant les principales protagonistes américaines de la discipline.
Aux championnats des États-Unis, elle se classe cinquième du contre-la-montre. Sur la course en ligne, elle se retrouve dans le groupe de tête dans le final avec Megan Guarnier. Elle s'échappe mais se fait rattraper. Megan Guarnier se montre ensuite la plus rapide du groupe de quatre qui se disputent la victoire. Evelyn Stevens est cinquième.
Au Tour d'Italie, sur la deuxième étape, Evelyn Stevens se trouve dans le groupe de tête et finit sixième. Elle perd deux minutes sur les autres leaders lors de la septième étape. Elle est ensuite huitième du contre-la-montre et treizième de la dernière étape. Elle finit neuvième du classement général.
Au Grand Prix de Plouay, elle se montre très active en attaquant à de nombreuses reprises. Elle assiste Lizzie Armitstead qui s'impose finalement. Evelyn Stevens se classe huitième.

#### Record de l'heure et deuxième du Giro (2016)
Le 27 février, elle bat le record de l'heure, détenu par Bridie O'Donnell depuis le 22 janvier, sur la piste de Colorado Springs. Ce vélodrome (en) rénové en 2015, est le centre d'entraînement de la sélection nationale américaine. Sa piste est longue de 333 m et se situe à environ 1 800 m d'altitude. Elle établit la marque de 47,980 km,. Son record est battu en septembre 2018 par l'Italienne Vittoria Bussi.
À l'Emakumeen Euskal Bira, Evelyn Stevens est quatrième du prologue. Sur la difficile deuxième étape, Evelyn Stevens est septième. À la fin de l'épreuve, Evelyn Stevens est huitième du classement général.
À la Flèche wallonne, sept athlètes se détachent dans la côte de Cherave : Anna van der  Breggen, Katarzyna Niewiadoma, Evelyn Stevens, Megan Guarnier, Elisa Longo Borghini, Alena Amialiusik et Katrin Garfoot. Sur le replat, la première place une accélération. Elle est marquée par Evelyn Stevens. Elles arrivent au pieds du mur de Huy avec vingt secondes d'avance sur les cinq autres femmes. Dans l'ascension, la Néerlandaise décroche à trois reprises l'Américaine, mais cette dernière parvient toujours à revenir dans le sillage. Toutefois, quand Anna van der Breggen prend pour la quatrième fois un avantage, il est décisif. Elle remporte donc pour la deuxième fois consécutive la Flèche wallonne devant Evelyn Stevens. Elle se dit très déçue parce que « Personne ne s'entraîne pour faire second. Nous sommes venues ici pour gagner aujourd'hui, et c'est ce que je voulais faire ». Quelques heures plus tard, elle montre un minimum de satisfaction, cette performance marquant pour elle un retour au premier plan,.
En mai, elle termine troisième du Tour de Californie, épreuve du World Tour, tandis que sa coéquipière Megan Guarnier s'impose. Elle se classe ensuite à une décevante sixième place du Championnat des États-Unis du contre-la-montre à quasiment deux minutes de Carmen Small. Le 23 juin, sa sélection pour les Jeux olympiques de Rio est annoncée.
Au Tour d'Italie, Evelyn Stevens et Megan Guarnier prennent le départ de la course avec le statut de favorites,. Sur le prologue, la première est dixième. Le lendemain, les deux suivent l'attaque d'Elisa Longo Borghini et de Katarzyna Niewiadoma bientôt rejointe par cinq autres coureuses. Megan Guarnier est maillot rose. Le final escarpé de la deuxième étape est mis à profit par Evelyn Stevens, qui s'impose devant Elisa Longo Borghini. Elle devient la nouvelle leader du classement général. La cinquième étape comporte l'ascension du col du Mortirolo. Dans ses pentes, Mara Abbott puis Emma Pooley accélèrent. La première passe au sommet avec deux minutes d'écart sur Emma Pooley et quatre sur Evelyn Stevens. Même si la première chute et perd une grande partie de son avantage, tandis que la seconde, piètre descendeuse, se fait rejoindre par le groupe de Megan Guarnier, Evelyn Stevens perd du temps dans la descente et concède deux minutes à Mara Abbott qui devient la nouvelle leader de la course,. Le lendemain, Katarzyna Niewiadoma attaque lors de l'ascension du Passo Caprauna. Elle est prise en chasse par Mara Abbott accompagnée d'Evelyn Stevens. La jonction s'opère sur les pentes du col. Derrière la poursuite s'organise. L'écart monte à deux minutes trente à quatre-vingt kilomètres de l'arrivée. Toutefois les trois coureuses sont reprises peu avant l'ultime ascension. Le groupe de tête est alors constitué de onze coureuses. Dans la montée vers le sanctuaire Mara Abbott multiplie les accélérations, mais n'a pas de succès. Anna van der Breggen attaque plus loin et n'est suivie que par Megan Guarnier. Evelyn Stevens revient et contre les deux coureuses. Megan Guarnier attaque ensuite Anna van der Breggen. Finalement, Evelyn Stevens remporte l'étape devant sa coéquipière. Au classement général, Megan Guarnier devient leader devant Mara Abbott et Evelyn Stevens,,. Sur le contre-la-montre, Evelyn Stevens, déjà vainqueur la veille, récidive en devançant Anna van der Breggen de trois secondes et Elisa Longo Borghini de quatre. Evelyn Stevens dit avoir reconnu le parcours le matin et avoir tout donner dans l'ascension. Son soigneur l'a aidé en lui indiquant les virages dans la descente. Elle se sent prête pour les Jeux olympiques. Evelyn Stevens remonte à la deuxième place à trente-quatre secondes de Megan Guarnier,,,. Sur la dernière étape, les favorites se marquent. Evelyn Stevens termine donc deuxième de ce Tour d'Italie.
Sur la course en ligne des Jeux olympiques, elle ne parvient pas à suivre le rythme imprimé par Mara Abbott dans l'ascension de la Vista Chinesa. Elle finit l'épreuve dans le groupe de Marianne Vos et prend la douzième place. Citée parmi les favorites du contre-la-montre, elle doit se contenter de la dixième place. Elle annonce le lendemain sa décision de prendre sa retraite à la fin de la saison dans les colonnes du Wall Street Journal.

## Palmarès

### Palmarès année par année
| - 2009 - Fitchburg Longsjo Classic - Cascade Cycling Classic : - Classement général - 1re, 2e et 4e étapes - 4e étape de la Route de France féminine - 2e du championnat des États-Unis du contre-la-montre - 2e de la Route de France féminine - 2010 - Championne des États-Unis du contre-la-montre - 6e étape du Nature Valley Grand Prix - 7e étape du Tour d'Italie - 3e étape de la Redlands Bicycle Classic - 1re étape du Tour de Toscane féminin-Mémorial Michela Fanini (contre-la-montre par équipes) - Chrono Gatineau - 2e du Grand Prix Mameranus - 2e du Nature Valley Grand Prix - 3e de la San Dimas Stage Race - 5e de la Flèche wallonne - 5e du Grand Prix de Plouay - 6e du championnat du monde du contre-la-montre - 2011 - Championne des États-Unis du contre-la-montre - 4e étape du Tour de l'Ardèche - 2e étape du Trophée d'or (contre-la-montre par équipes) - Médaillée d'argent du contre-la-montre des championnats panaméricains - 2e du Grand Prix de Plouay - 3e de la Redlands Bicycle Classic - 2012 - Championne du monde du contre-la-montre par équipes - Tour de Nouvelle-Zélande - 4e étape secteur b de l'Energiewacht Tour (contre-la-montre par équipes) - Flèche wallonne - Gracia Orlova : - Classement général - 1re étape - Exergy Tour - 3e étape du Tour d'Italie - Route de France féminine : - Classement général - 7e et 9e étapes - Contre-la-montre par équipes de l'Open de Suède Vårgårda - 2e étape du BrainWash Ladies Tour (contre-la-montre par équipes) - Médaillée d'argent du championnat du monde du contre-la-montre - 2e du championnat des États-Unis du contre-la-montre - 2e du Chrono Gatineau - 2e du BrainWash Ladies Tour - 3e de la Coupe du monde - 3e du Tour d'Italie - 5e du Grand Prix de Plouay - 9e de la course en ligne de l'Open de Suède Vårgårda | - 2013 - Championne du monde du contre-la-montre par équipes - Philadelphia Cycling Classic - 1re étape de Gracia Orlova - Tour du Trentin : - Classement général - 1re étape secteur b - Contre-la-montre par équipes de l'Open de Suède Vårgårda - 1re étape du Lotto Belisol Belgium Tour (contre-la-montre par équipes) - 2e de Gracia Orlova - 3e de Durango-Durango Emakumeen Saria - 3e de l'Emakumeen Euskal Bira - 3e de la Route de France - 4e du championnat du monde du contre-la-montre - 5e du championnat du monde sur route - 5e du Tour d'Italie - 6e de la course en ligne de l'Open de Suède Vårgårda - 2014 - Championne du monde du contre-la-montre par équipes - Championne panaméricaine du contre-la-montre - 3e étape secteur b de l'Energiewacht Tour (contre-la-montre par équipes) - Philadelphia Cycling Classic - Tour de Thuringe : - Classement général - 4e étape - Contre-la-montre par équipes de l'Open de Suède Vårgårda - Boels Ladies Tour - Médaillée de bronze au championnat du monde du contre-la-montre - 3e du championnat des États-Unis sur route - 3e du championnat des États-Unis du contre-la-montre - 4e de la Flèche wallonne - 10e du Tour des Flandres - 2015 - 1re étape du Tour de Nouvelle-Zélande (contre-la-montre par équipes) - Contre-la-montre du Tour de Californie - Médaillée d'argent du championnat du monde du contre-la-montre par équipes - 3e du Tour de Nouvelle-Zélande - 3e du contre-la-montre par équipes de l'Open de Suède Vårgårda - 6e du championnat du monde du contre-la-montre - 6e de la Flèche wallonne - 6e de la Philadelphia Cycling Classic - 7e du Grand Prix de Plouay - 9e du Tour d'Italie - 2016 - Championne du monde du contre-la-montre par équipes - 2e, 6e et 7e étapes (contre-la-montre) du Tour d'Italie - Contre-la-montre par équipes de l'Open de Suède Vårgårda - 2e de la Flèche wallonne - 3e du Tour de Californie - 10e du contre-la-montre féminin aux Jeux olympiques de Rio de Janeiro |

### Championnats
|  | Année                                        | 2009 | 2010 | 2011 | 2012 | 2013 | 2014 | 2015 | 2016 |
|  | Championnats des États-Unis sur route        | 7e   | 4e   | 17e  | -    | 11e  | 3e   | 5e   | 15e  |
|  | Championnats des États-Unis contre-la-montre | 2e   | 1re  | 1re  | 2e   | 4e   | 3e   | 5e   | 6e   |
|  | Championnats du monde sur route              | 15e  | -    | -    | 16e  | 5e   | 12e  | 24e  |      |
|  | Championnats du monde contre-la-montre       | -    | 6e   | 15e  | 2e   | 4e   | 3e   | 6e   |      |

### Grand tour

#### Tour d'Italie
7 participations :
- 2010 : 15e, vainqueur de la 7e étape[78].
- 2011 : 41e
- 2012 : 3e, vainqueur de la 3e étape. Porteuse du maillot de leader de la 3e étape.
- 2013 : 5e
- 2014 : 15e
- 2015 : 9e
- 2016 : 2e, vainqueur des 2e, 6e et 7e (contre-la-montre) étapes. Porteuse du maillot de leader de la 2e à la 4e étape.

### Classement UCI
Le tableau suivant retrace la place d'Evelyn Stevens au classement UCI à la fin de chaque saison depuis 2009.
| Année          | 2009 | 2010 | 2011 | 2012 | 2013 | 2014 | 2015 | 2016 |
| Classement UCI | 51e  | 14e  | 41e  | 4e   | 7e   | 13e  | 23e  | 15e  |
| UCI World Tour | -    | -    | -    | -    | -    | -    | -    | 6e   |

### Records
- Détentrice du record du monde de l'heure :  47,980 km (du 27 février 2016 au 13 septembre 2018)